# Сойгино
Со́йгино (чув. Суйкăн) — село в Алатырском муниципальном округе Чувашской Республики России. 

## География
Находится на границе с Шемуршинским районом. Расстояние до районного центра г. Алатыря 40 км. 

## Название
О возникновении названия деревни Сойгино существует несколько версий: 
1. Налоговые чиновники, с целью выяснения к какому уезду относятся жители вновь обнаруженных чувашских селений, задавали им вопрос: «Вы будете чьи?». Чиновникам Буинского уезда жители отвечали, что они крестьяне Алатырского уезда, а чиновникам Алатырского уезда отвечали, что они крестьяне Буинского уезда. Таким обманным путём они спасались от уплаты налогов. Слово обман на чувашском языке «суяс», и в дальнейшем от этого слова и произошло название деревни Сойгино: Суякан ялĕ.
2. В деревне якобы убивали путников, останавливающихся на ночлег. Поэтому на краю деревни был установлен чёрный столб, предупреждающий путников об опасности. Слово резать на татарском языке произносится «суяс». От этого татарского слова якобы образовалось название деревни. По словам старожилов около деревни были похоронены три татарина, наказанные за конокрадство.
3. Основателями деревни Алманчиково Батыревского района согласно преданию были три брата: Айдар, Турай и Суйган. Затем Суйган оставил братьев и пошел искать свободную землю. В лесу он увидел огромную старую сосну. Взобрался на неё, спел песню и увидел в восточном направлении от сосны, красивую поляну недалеко от речки. Он занял её, построил дом. Начал корчевать лес и сделал пахотное поле. Другие чуваши из Алманчикова стали переселяться к нему, ставить дома и корчевать лес под пашни. Так появилась деревня, названная в честь первопоселенца Суйгана. Место где росла старая сосна у речки Суйган назвал кереметем и завещал: «Как я умру, вы, поминая меня, у старой сосны и речки зажигайте свечи, проводите обряды и, угощаясь, говорите: «Благодарим тебя Суйган». По его смерти жители деревни выполняли завет Суйгана. Со временем сосна высохла, но чуваши продолжали почитать Кереметь.

## История
Деревня возникла во время заселения чувашами современной юго-восточной и южной части Чувашии в XVII-XVIII вв. на берегу реки Шунер. Причинами переселения могли служить как отказ от насильственного принятия православного христианства, так и уход от налогов, взимаемых царскими чиновниками. За несвоевременную уплату налогов крестьян жестоко и прилюдно наказывали в специальном месте, называемом «хурал пÿрт», конфисковывали имущество.
Примерная дата возникновения деревни: 1720-25 гг. В 1730-е гг. было проведено насильственное крещение жителей, в 1729 г. в деревне была построена церковь. В документах наиболее раннее упоминание о деревне относится к 1748 году.
Первыми жителями являются выходцы из села Алманчикова Тимбаевской волости Буинского уезда. Старое название деревни: Новая Алманчина, Новое Алманчиково.  
В 1780 году, при создании Симбирское наместничество, деревня Новая Алманчина крещеных чуваш, входила в состав Буинского уезда. 
В 1859 году деревня Новое Алманчиково (Сойгино) входила в состав 1-го стана  Буинского уезда Симбирская губерния. 
В 1868 году в азбучном словаре населенных пунктов Симбирской губернии деревня названа Сойгино и Алманчиково.
По данным архивных документов и воспоминаний старожилов сойгинцы занимались охотой, земледелием, бортничеством. Для изготовления одежды сеяли коноплю и лен. Обувь изготовляли из волокон молодых лип. Из этой липы изготовляли кошели, маленькие ларчики и пудовки для хранения зерна. Избы были срублены из сосны и осины. Для земледелия сойгинцы вырубали и раскорчевывали окружавший деревню лес. Дубы из Сойгина отправлялись в Петербург, на строительство кораблей.
В 1897 г. в деревне Сойгино была открыта церковно-приходская школа, которая сначала размещалась в наёмном помещении, а в 1900 г. было построено собственное помещение.
В 1900 году в деревне Сойгин (Ново-Алманчиково) в 188 дворах жило: 584 м. и 569 ж., прихожане ходили в церковь села Новые Айбеси.
В 1910-1911 годах из 248 хозяйств семей с грамотными и учащимися было 125 чел. В основном, учились только мальчики, их было 152 чел., девочек — 30 чел.
В 1927 г. Сойгино вместе с соседними сёлами Новые Айбеси, Старые Айбеси и посёлком Шумы были переданы в Алатырский район.
В 1930 г. в селе Сойгине был организован колхоз «Трудовик».
В 1973 г. колхоз был преобразован во второе отделение совхоза «Искра».

## Органы власти
В рамках организации местного самоуправления с 2004 по 2022 гг. в границах села существовало муниципальное образование Сойгинское сельское поселение  . Упразднено законом от 29 марта 2022 года в рамках преобразования муниципального района со всеми входившими в его состав поселениями путём их объединения в муниципальный округ . С 1 января 2023 года функционирует Сойгинский  территориальный отдел .

## Население
| 2010 | 2012 | 2013 | 2014 | 2015 | 2016 | 2017 |
| ---- | ---- | ---- | ---- | ---- | ---- | ---- |
| 850  | ↘818 | ↘792 | ↘763 | ↘759 | ↘753 | ↘724 |
| 2018 | 2019 | 2020 | 2021 |      |      |      |
| ↘708 | ↘704 | ↘692 | ↘690 |      |      |      |

Насчитывается 420 домохозяйств.

## Достопримечательности
- В центре села находится старое кладбище, которое является историческим памятником республиканского значения. Кладбище находится между двумя оврагами. Один овраг по реке Шунер, а второй возник на месте дороги, по которой покойников подвозили на похороны. В период весеннего половодья на берегах оврагов обнажаются скелеты похороненных людей, при которых находят оружие, ножи металлические и различные украшения. В 1965 году на краю оврага обнаружили нож, бронзовое кольцо на пальце и несколько серебряных монет.

- Обряды поминания предков и моления проходили на берегу притока реки Шунер на месте называемом Кереметь, где был установлен столб (чув. юпа).

- На территории села расположен обелиск воинам односельчанам, погибшим в Великой Отечественной войне, который был открыт 9 мая 1985 года в честь 40-летия Победы в Великой Отечественной войне.

## Инфраструктура
- фельдшерско-акушерский пункт;
- МОУ «Сойгинская средняя общеобразовательная школа»;
- Сойгинский сельский дом культуры;
- Сойгинская сельская библиотека;
- отделение «Почты России»;
- магазины.